# 张颐武
张颐武（1962年8月—），男，汉族，浙江温州人，中华人民共和国政治人物。现任北京大学中文系教授，博士生导师，民进中央委员，民进北京市委副主委。第十三、十四届全国政协委员。